# Brod (Bosnië en Herzegovina)
Brod (Servisch: Брод, Brod) of Bosanski Brod, is een stad in Bosnië en Herzegovina. De stad ligt tegenover Slavonski Brod, aan de rivier de Sava in de Servische Republiek. De stad telde 33.962 inwoners in 1991, waarvan 41% Kroaten, 33,8% Serven, 12,2% Bosniakken en 10,6% Joegoslaven. In maart 1992 begon het Kroatische leger samen met troepen van de Bosniakken een grootschalig offensief en werden de Serviërs verdreven uit de hele regio Bosanski Brod.
Sinds de Bosnische Oorlog bestaat er onenigheid over de naam van de stad, die tot dan toe Bosanski Brod heette. Na de oorlog kwam de stad in de Servische Republiek te liggen, waarop "Bosanski" ("Bosnisch") werd vervangen door "Srpski" ("Servisch"). Het constitutioneel hof van Bosnië en Herzegovina oordeelde echter dat dit niet grondwettelijk was, en de naam werd weer terugveranderd in Bosanski Brod. In mei 2009 verwijderde het parlement van de Servische Republiek de aanduiding geheel, waarop alleen "Brod" (hetgeen "Voorde" betekent) overbleef. Een gerechtelijke uitspraak daarover wordt afgewacht.
Bij de stad bevindt zich een olieraffinaderij, die zware schade opliep bij de oorlog in de jaren 1990 en in 2005 buiten werking werd gesteld. In 2008 investeerde de Russische staatsoliemaatschappij voor het buitenland Zaroebezjneft, na vragen hiertoe door de Bosnisch-Servische overheid in 2006, 200 miljoen euro in deze raffinaderij als onderdeel van een programma om voet aan de grond te krijgen in de landen van het voormalige Joegoslavië.

## Galerij

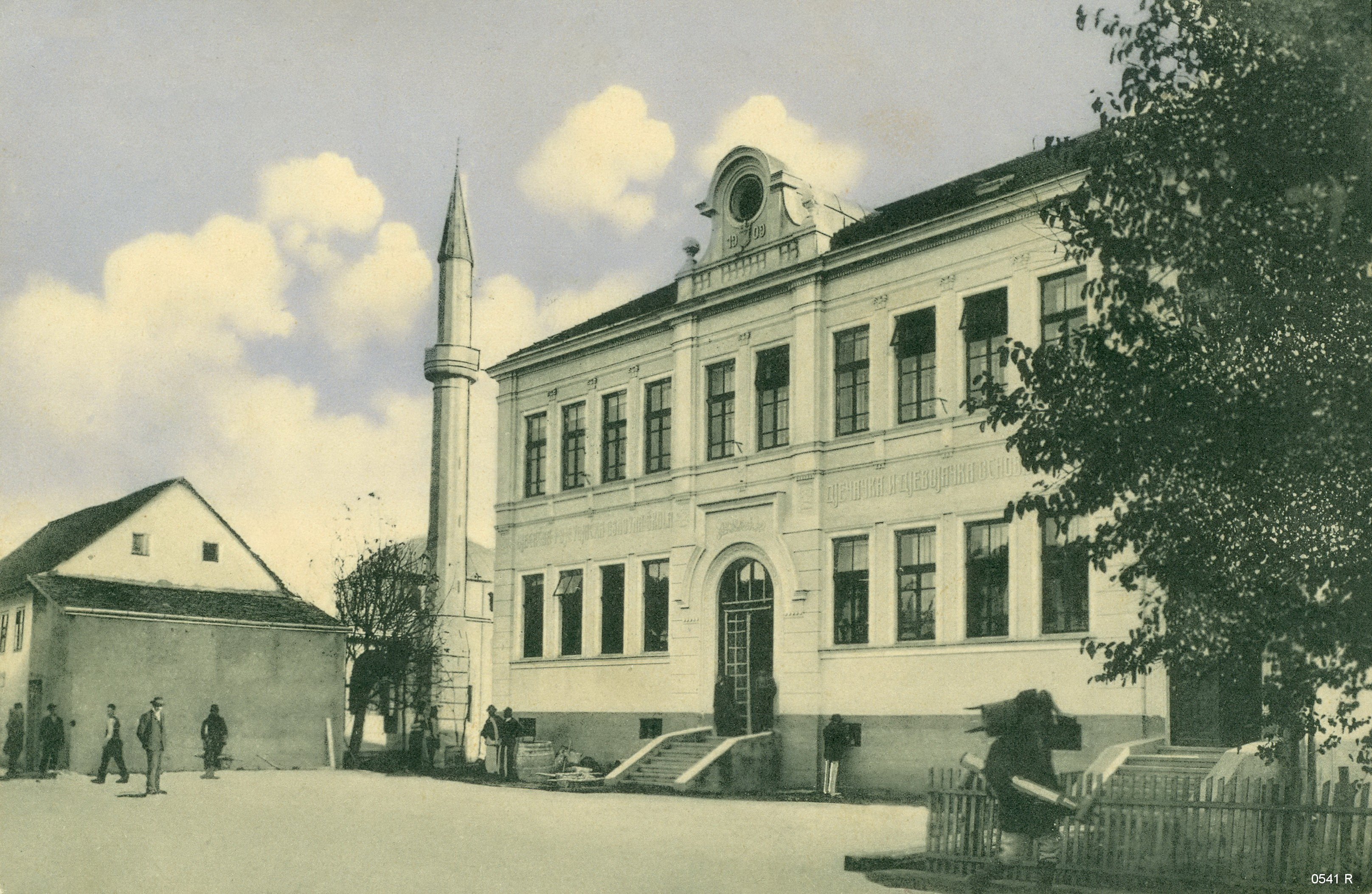
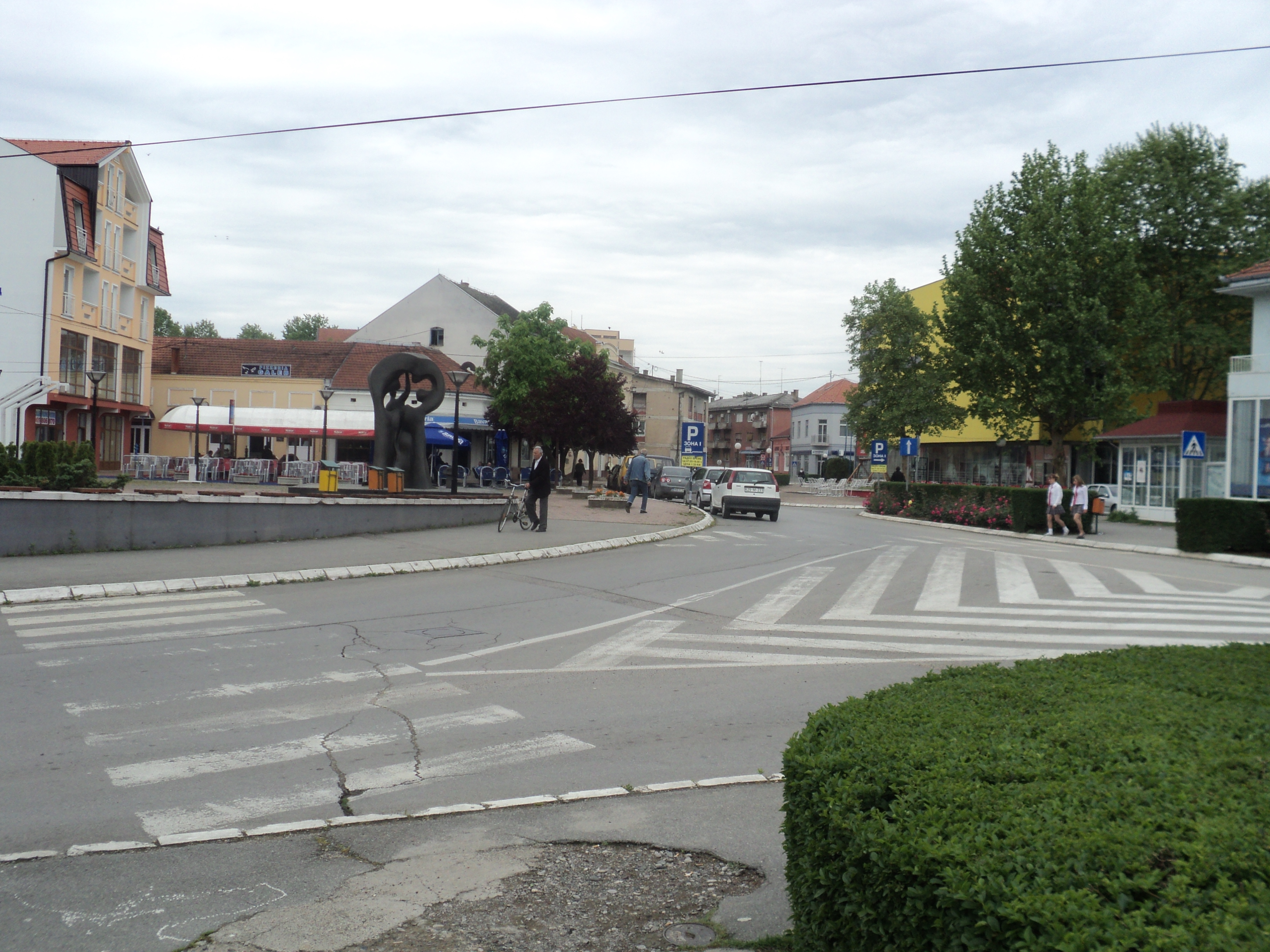
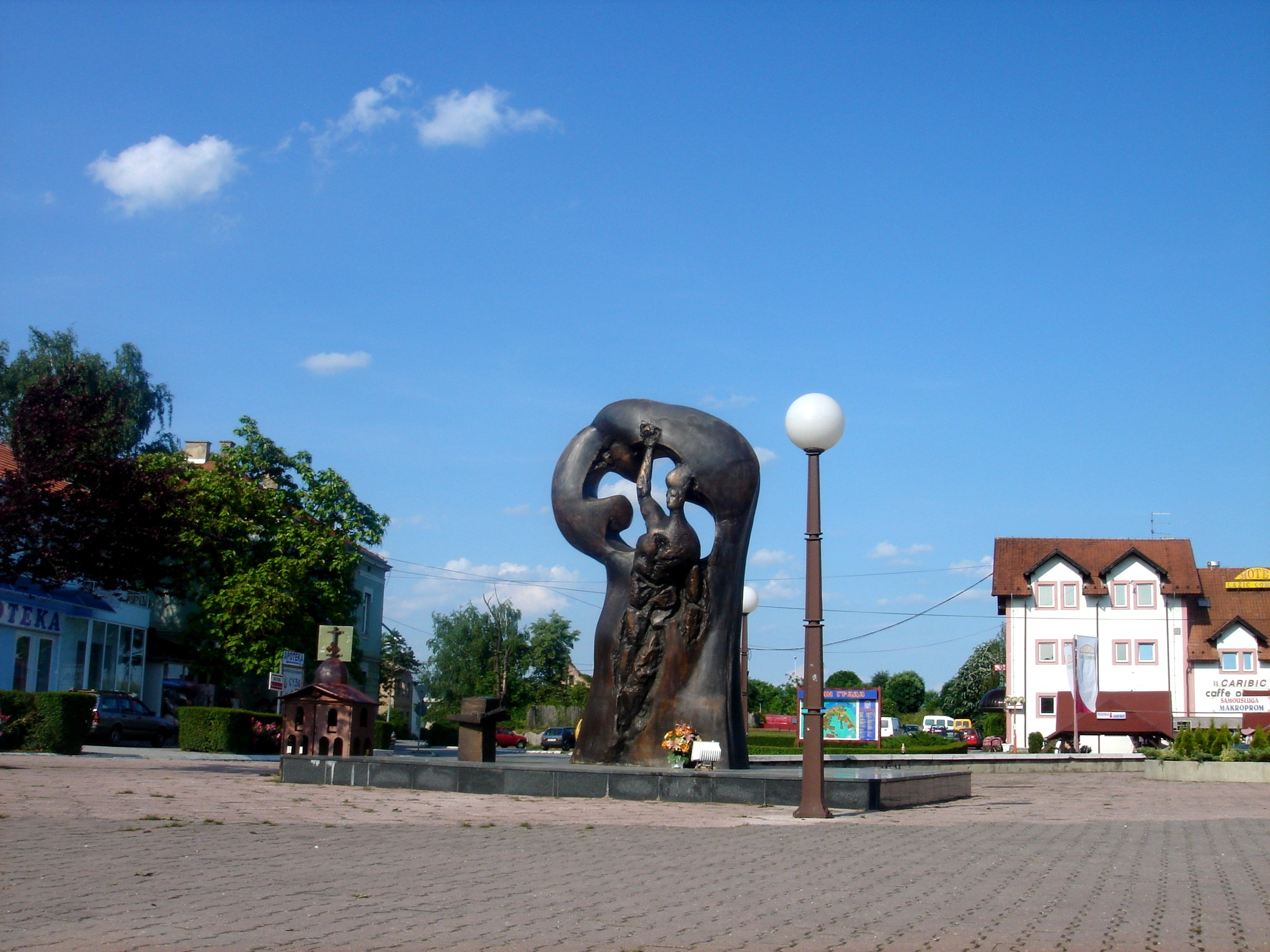
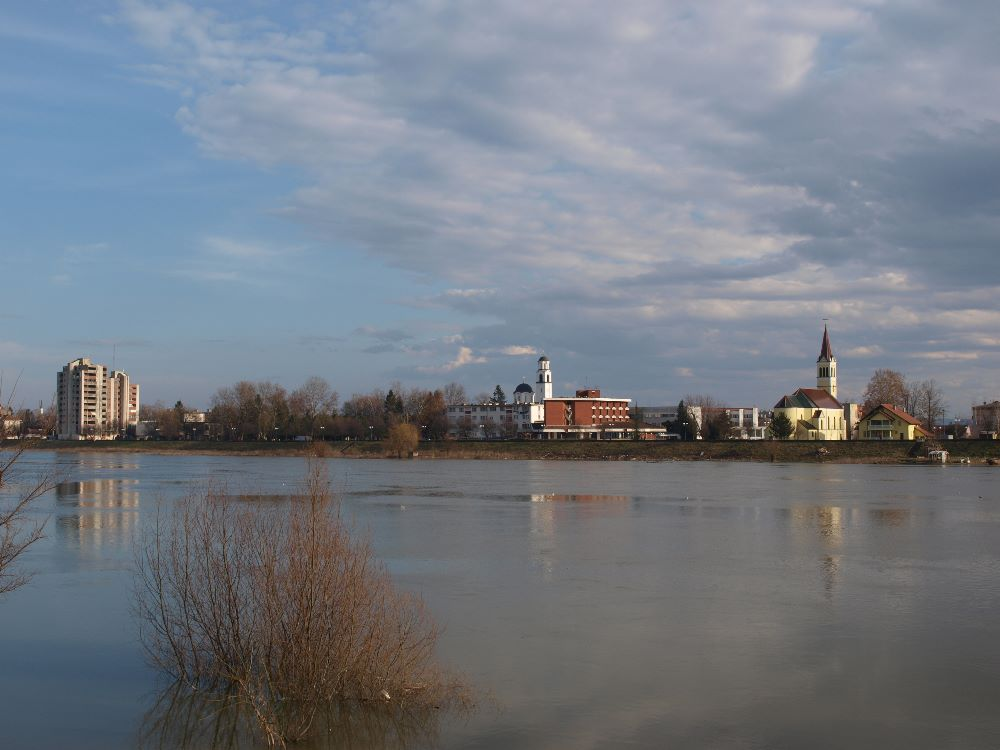
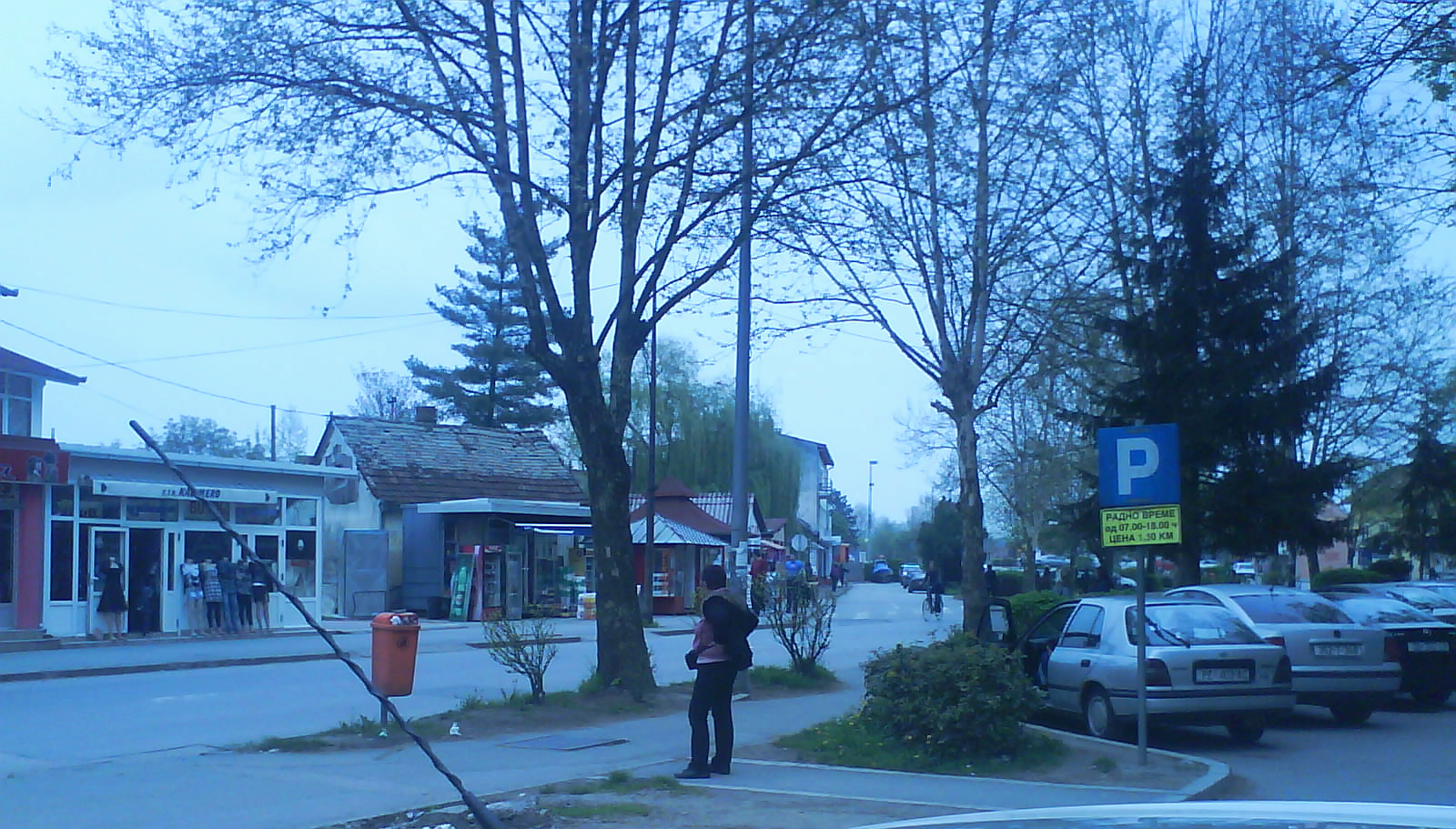
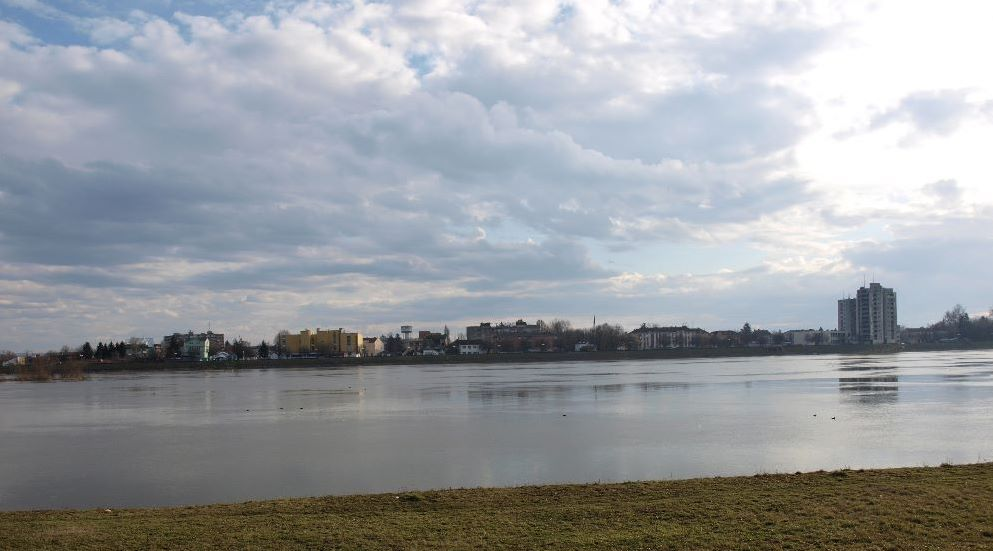